# Griseliniaceae
Las griseliniáceas (Griseliniaceae) son una familia de angiospermas pertenecientes al orden de las apiales.
Comprenden un único género, Griselinia, que incluye 7 especies de arbustos y árboles, nativos de Nueva Zelanda y Sudamérica.

## Descripción
Las hojas son perennes y dentadas. La flores son muy pequeñas, con cinco sépalos y estambres y un simple estigma, pero sin pétalos. Los frutos son pequeñas fresas.

## Taxonomía
El género fue descrito por J.R.Forst. & G.Forst. y publicado en Charact. Gen. Index Gen. n.º 70. 1775. La especie tipo es: Griselinia lucida
Especies de Nueva Zelanda
Los dos grandes arbustos o árboles, de 4-20 m de altura.
- Griselinia littoralis - Kapuka; con hojas de 6-14 cm long.
- Griselinia lucida - Akapuka; difiere de G. littoralis  en hojas más grandes de 12-18 cm long.

Especies sudamericanas
Las cinco especies son pequeños arbustos, 1-5 m de altura. Todas se conocen como yelmo o hielmo.
- Griselinia carlomunozii - costa norte Chile (Antofagasta)
- Griselinia jodinifolia - Chile
- Griselinia racemosa - sur de Chile (Los Lagos, Aisén) y Argentina
- Griselinia ruscifolia - Argentina, Chile, sudeste Brasil
- Griselinia scandens - central y sur de Chile